# ۱۶۴ (میلادی)

## رویدادها
- آویدیوس کاسیوس، فرماندار رومی سوریه و یکی از سپهداران لوسیوس ورسوس از فرات گذشته و به محدوده ایران (شاهنشاهی پارت) هجوم آورد.
- تیسفون، پایتخت ایران، بدست رومی‌ها تسخیر شد ولی پس از پایان جنگ به پارتی‌ها بازگردانده شد.
- رومی‌ها دیوار آنتونین در اسکاتلند را تخلیه می‌کنند.